# Adalbert Matkowsky
Adabert Matkowsky (ur. 6 grudnia 1857 w Królewcu, zm. 16 marca 1909 w Berlinie) – aktor.

## Życiorys

### Dzieciństwo i młodość
Adabert Matkowsky urodził się w Królewcu. Jego matka, Marie Matzkowsky, była szwaczką, a ojciec, rzekomo pochodzącym z Polski, garncarzem. Jego rodzina była biedna, więc cierpiał niedostatek. Dzięki staraniom swojej matki udało się mu zdobyć wykształcenie. Gimnazjum ukończył w Berlinie. Przysposabiał się do zawodu kupca w firmie eksportowej, jednak wciąż marzył o zostaniu aktorem. Wiedzę o teatrze zdobył od Heinricha Oberländera. Mając dwadzieścia lat, rozpoczął swoją karierę na scenie Królewskiego Teatru w Dreźnie. Wówczas wtedy usunął ze swego nazwiska literę „z”.

### Lata dojrzałe
W 1886 roku przeniósł się do Hamburga. Później występował w Królewskim Teatrze w Berlinie. Grał tam wielkie postacie z dramatów Szekspira, m.in. Otella, Hamleta, Makbeta. Matkowsky często występował gościnnie na wielu scenach teatralnych w Niemczech.
Adalbert Matkowsky jako aktor cechował się wielkim temperamentem oraz siłą przekonywania.

### Ostatnie lata i śmierć
Adalbert Matkowsky napisał autobiografię Eigenes und Fremdes, wydaną po raz pierwszy w 1896 roku.
Aktor zmarł 16 marca 1909 roku w Berlinie.